# Alanyaspor Kulübü
L'Alanyaspor Kulübü è una società calcistica turca con sede nella città di Alanya. Milita nella Süper Lig, la massima divisione del campionato turco.
Il club calcistico fu fondato nel 1948 e giocava inizialmente le partite in casa presso lo stadio nazionale dell'Indipendenza. Ha militato in seconda divisione dal 1988 al 1997 e dal 2014 al 2016 e ha ottenuto per la prima volta la promozione in Süper Lig al termine del campionato 2015-2016.
Dal 2011 disputa le partite interne allo stadio Bahçeşehir Okulları di Alanya.

## Storia
L'Alanyaspor fu fondato ad Alanya nel 1948 dal medico Ali Nazım Köseoğlu e da un gruppo di giovani. Il nome del club fu cambiato in Alanya Kalespor, poi in Kale Genclikspor. La prima uniforme era di colore bianco-blu. Il club ha continuato a esistere come società non professionistica fino alla stagione 1965-1966, quando si diede una veste professionistica. Per la prima volta, nella stessa stagione, indossò i colori rosso e bianco. La compagine si iscrisse alla lega Antalya Amatör Kümesi (un campionato locale di Antalya).
Nel 1982 la nuova gestione, subentrata all'inizio di maggio, deliberò, per volontà del presidente Arikan Carta, il cambio dei colori sociali in arancio-verde e il cambio di denominazione in Alanyaspor. Nella stagione 1984-1985, con la riforma dell'odierna TFF 2. Lig, la squadra fu ammessa al campionato turco di terza divisione, divenendo la prima squadra di Alanya a militare nelle leghe professionistiche. In questo periodo si decise per la costruzione dello stadio di Alanya, lo Stadio Bahçeşehir Okulları, che sarebbe rimasta incompiuta per molti anni.
Nella stagione 1987-1988 il club vinse il campionato di terza divisione per la prima volta sotto la presidenza di Necati Azakoğlu, ottenendo la promozione in TFF 1. Lig, la seconda serie. Nel 1993-1994 giunse sino al sesto turno di Coppa di Turchia.
Verso la fine degli anni 1990, il club visse una fase di dissesto economico, causato anche dalle spese per lo stadio, per la cui costruzione i lavori iniziarono nel 1995. Nella stagione 1996-97 il club retrocesse in terza divisione e nei primi anni 2000 anche in TFF 3. Lig, la quarta serie turca.
Nel 2003-2004 l’Alanyaspor risalì in terza divisione, dopo aver vinto il campionato di quarta serie a spese del favoritissimo Oyak Renaultspor Futbol, squadra turca di proprietà della Renault. Nel 2005-2006 si piazzò quinto in terza divisione nella stagione regolare e fu eliminato dal Pendikspor in partite di spareggio per la promozione disputate ad Ankara. Rimase in terza divisione fino al 2013-2014, periodo in cui la società, dopo aver raggiunto il secondo posto nella stagione regolare (grazie a un talentuoso Emre Akbaba), vinse i play-off, tornando così in seconda serie dopo quasi vent'anni di assenza.
Nel 2011 fu finalmente inaugurato lo Stadio Bahçeşehir Okulları.
Nel 2015 la compagine arancio-verde di Alanya, per poter avere liquidità da spendere in campagna acquisti, strinse una partnership con il gruppo Albimo (ditta specializzata in arredamento), cambiando il proprio nome in Albimo Alanyaspor.
L'Alanyaspor guadagnò la promozione in Süper Lig al termine del campionato 2015-2016 di seconda serie, chiuso al terzo posto finale: nei play-off per la promozione la squadra superò dapprima il Balıkesirspor e poi l'Adana Demirspor, quest'ultima per 3-1 ai tiri di rigore.
Nella stagione 2016-17 il nome del club fu modificato in Aytemiz Alanyaspor, come previsto dall'accordo di sponsorizzazione.
Concluse la stagione 2019-2020 al quinto posto, superando all'ultima giornata il Galatasaray e guadagnandosi un posto nelle competizioni europee; nella stessa annata giunse in finale di Coppa di Turchia, dove fu sconfitta dal Trabzonspor.

## Organico

### Rosa 2025-2026
Aggiornata al 20 agosto 2025.
| N. |                          | Ruolo | Calciatore        |
| -- | ------------------------ | ----- | ----------------- |
| 1  | Turchia (bandiera)       | P     | Ertuğrul Taşkıran |
| 2  | Turchia (bandiera)       | D     | Batuhan Yavuz     |
| 3  | Brasile (bandiera)       | D     | Nuno Lima         |
| 5  | Kosovo (bandiera)        | D     | Fidan Aliti       |
| 6  | Turchia (bandiera)       | C     | İzzet Çelik       |
| 7  | Turchia (bandiera)       | C     | Efecan Karaca     |
| 8  | Turchia (bandiera)       | C     | Enes Keskin       |
| 9  | Slovenia (bandiera)      | A     | Andraž Šporar     |
| 10 | Turchia (bandiera)       | A     | Güven Yalçın      |
| 11 | Portogallo (bandiera)    | A     | Rony Lopes        |
| 15 | Turchia (bandiera)       | A     | Arda Usluoğlu     |
| 16 | Corea del Sud (bandiera) | A     | Hwang Ui-jo       |
| 17 | Francia (bandiera)       | C     | Nicolas Janvier   |
| 18 | Turchia (bandiera)       | D     | Baran Moğultay    |
| 20 | Turchia (bandiera)       | D     | Fatih Aksoy       |
| 21 | Turchia (bandiera)       | C     | Buluthan Bulut    |

| N. |                           | Ruolo | Calciatore          |
| -- | ------------------------- | ----- | ------------------- |
| 22 | Nigeria (bandiera)        | A     | Uchenna Ogundu      |
| 23 | Turchia (bandiera)        | P     | Mert Bayram         |
| 24 | Turchia (bandiera)        | D     | Bedirhan Özyurt     |
| 26 | Turchia (bandiera)        | C     | Eren Altıntaş       |
| 27 | Turchia (bandiera)        | A     | İbrahim Kaya        |
| 30 | Brasile (bandiera)        | D     | Bruno Viana         |
| 33 | Turchia (bandiera)        | D     | Yunus Efe Sarıkaya  |
| 38 | Turchia (bandiera)        | C     | Yusuf Can Karademir |
| 42 | Rep. del Congo (bandiera) | C     | Gaius Makouta       |
| 48 | Brasile (bandiera)        | P     | Paulo Victor        |
| 80 | Romania (bandiera)        | D     | Ümit Akdağ          |
| 58 | Angola (bandiera)         | C     | Maestro             |
| 88 | Turchia (bandiera)        | C     | Yusuf Özdemir       |
| 94 | Kosovo (bandiera)         | D     | Florent Hadergjonaj |
| 99 | Turchia (bandiera)        | P     | Yusuf Karagöz       |

## Palmarès

### Competizioni nazionali
- TFF 3. Lig: 2

1978-1988, 2003-2004

### Altri piazzamenti
- Coppa di Turchia:

Finalista: 2019-2020
Semifinalista: 2020-2021, 2021-2022
- TFF 1. Lig:

Terzo posto: 2015-2016
- TFF 2. Lig:

Vittoria play-off: 2013-2014